# Wybory parlamentarne w Słowenii w 2011 roku
Wybory parlamentarne w Słowenii w 2011 roku odbyły się 4 grudnia 2011. Były to pierwsze w historii niepodległej Słowenii wybory przedterminowe, rozpisane po przegranym głosowaniu nad wotum zaufania dla gabinetu Boruta Pahora.
Do głosowania uprawnionych było około 1,7 mln obywateli. W głosowaniu wyłonili oni swoich 88 przedstawicieli do Zgromadzenia Państwowego, pozostałe dwa mandaty w parlamencie zarezerwowane pozostawały dla przedstawicieli mniejszości węgierskiej i włoskiej, przy czym o ten ostatni ubiegał się wyłącznie jeden kandydat (wieloletni poseł Roberto Battelli).
Sondaże przedwyborcze wskazywały konsekwentnie na wygraną Słoweńskiej Partii Demokratycznej byłego premiera Janeza Janšy. W głosowaniu z 4 grudnia 2011 zwyciężyła jednak nowa formacja polityczna, Pozytywna Słowenia, założona przez burmistrza Lublany Zorana Jankovicia. SDP zajęła drugie miejsce. Do parlamentu weszli również rządzący dotąd Socjaldemokraci, utworzona półtora miesiąca przed wyborami Obywatelska Lista Gregora Viranta, reprezentowane w parlamencie Słoweńska Partia Ludowa i Demokratyczna Partia Emerytów Słowenii. Mandaty poselskie uzyskała również Nowa Słowenia, która powróciła w ten sposób do Zgromadzenia Państwowego. Progu wyborczego nie przekroczyły trzy dotąd reprezentowane w parlamencie ugrupowania: Liberalna Demokracja Słowenii, dominująca w latach 1992–2004, a także Słoweńska Partia Narodowa i partia Zares.

## Wyniki
| Lista wyborcza                         | Głosy     | %     | Miejsca |
| -------------------------------------- | --------- | ----- | ------- |
| Pozytywna Słowenia                     | 314 273   | 28,51 | 28      |
| Słoweńska Partia Demokratyczna         | 288 719   | 26,19 | 26      |
| Socjaldemokraci                        | 115 952   | 10,52 | 10      |
| Obywatelska Lista Gregora Viranta      | 92 282    | 8,37  | 8       |
| Demokratyczna Partia Emerytów Słowenii | 76 853    | 6,97  | 6       |
| Słoweńska Partia Ludowa                | 75 311    | 6,83  | 6       |
| Nowa Słowenia                          | 53 758    | 4,88  | 4       |
| Słoweńska Partia Narodowa              | 19 786    | 1,80  | —       |
| Liberalna Demokracja Słowenii          | 16 268    | 1,48  | —       |
| Partia Zrównoważonego Rozwoju Słowenii | 13 477    | 1,22  | —       |
| Partia Młodych – Europejscy Zieloni    | 9532      | 0,86  | —       |
| Zares                                  | 7218      | 0,65  | —       |
| Demokratyczna Partia Pracy             | 7118      | 0,65  | —       |
| Zieloni Słowenii                       | 4000      | 0,36  | —       |
| Ruch na rzecz Słowenii                 | 3339      | 0,30  | —       |
| Partia Równości Szans Słowenii         | 1787      | 0,18  | —       |
| Naprzód Słowenio                       | 1100      | 0,10  | —       |
| Partia Ludu Słoweńskiego               | 976       | 0,09  | —       |
| Humanitarna Partia Słowenii            | 295       | 0,03  | —       |
| Akacja                                 | 212       | 0,02  | —       |
| Mniejszości narodowe                   | —         | —     | 2       |
| Razem                                  | 1 102 256 |       | 90      |